# 阿隆·伯恩施坦

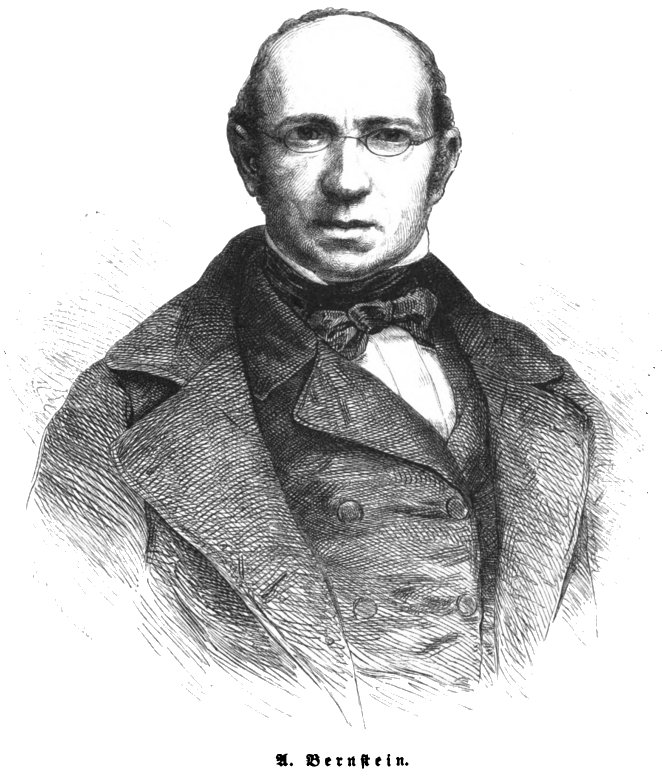
1861年的伯恩施坦

阿隆·伯恩施坦（德語： 1812年4月6日—1884年2月12日）德国犹太作家，改革家和科学家，犹太新教奠基人之一，图宾根大学荣誉博士，生于但泽，20岁时前往柏林，曾创作若干首赞美诗，早年从事传教士一职数年，参加德意志1848年革命，因办报主张温和的政治改革于1853年入狱数月。他为读者众多的《柏林人民报》创刊人和社论执笔人，曾获得德国教育家亚历山大·冯·洪堡等著名学者高度评价。创作的自然科学普及丛书被译成多种语言。他的科普作品《自然科学人民读本》（Naturwissenschaftlichen Volksbücher）很早开始涉及时空和光速的概念，对爱因斯坦有很深影响，爱因斯坦曾为该作品的1923年版撰写前言。

## 家庭
- 侄子：爱德华·伯恩施坦，社会民主主义理论家及政治家、德国社会民主党重要人物
- 儿子：尤里乌斯·伯恩施坦，生理学家
- 孙子：费利克斯·伯恩斯坦，数学家康托尔-伯恩斯坦-施罗德定理的发现者